# La tragedia di Y
La tragedia di Y (titolo originale The Tragedy of Y) è un romanzo poliziesco del 1932 di Ellery Queen, ed è il secondo della serie con protagonista Drury Lane. Come già il precedente La tragedia di X, il romanzo è composto come se fosse un testo teatrale, in tre "atti" più un capitolo finale intitolato Dietro le quinte. In origine venne pubblicato sotto lo pseudonimo di Barnaby Ross e ripubblicato a firma Ellery Queen nel 1941.

## Trama
In un gelido giorno di febbraio, poco fuori dal porto di New York, viene ripescato il cadavere in decomposizione di un uomo, morto per avvelenamento da acido prussico, che viene identificato come York Hatter, scomparso dal giorno di Natale. La famiglia Hatter è guidata con pugno di ferro dalla ricchissima Emily, ed è costantemente oggetto dell'attenzione dei giornali scandalistici per la vita sopra le righe dei suoi componenti, da Barbara, famosa poetessa, passando per Conrad, alcolizzato frequentatore di night-club, fino a Jill, reginetta della cronaca mondana. Del tutto estranea all'indole dei fratellastri è la dolce e sventurata Louise Hatter, figlia di primo letto di Emily, nata cieca e muta e progressivamente divenuta sorda.
Sul suicidio di York, umiliato e tiranneggiato in continuazione dalla moglie, non sembrano esserci dubbi. Perlomeno fino a quando, circa due mesi dopo, viene compiuto un tentativo di avvelenamento con stricnina nei confronti di Louise Hatter, sventato solo per caso, e che per poco non costa la vita al piccolo Jackie Hatter, figlio di Conrad e di sua moglie Martha. L'ispettore Thumm chiede allora l'aiuto del suo vecchio amico Drury Lane, che già in passato ha collaborato con la polizia risolvendo intricati enigmi, ma nemmeno il famoso attore a riposo sembra in grado di individuare una linea di indagine. Dopo qualche settimana, però, l'assassino torna a colpire, e stavolta c'è una vittima: la vecchia Emily, colpita alla testa con una stranissima arma, un mandolino. Drury Lane dovrà indagare fra le relazioni emotive di una famiglia di persone mentalmente instabili e interpretare gli indizi che il laboratorio abbandonato di York Hatter, ben fornito di sostanze chimiche velenose, rivelerà al suo occhio esperto.

## Personaggi
- Drury Lane: ex attore di teatro
- Quacey: domestico di Drury Lane
- Walter Bruno: procuratore distrettuale
- Thumm: ispettore di polizia
- York Hatter: chimico, aspirante scrittore
- Emily Hatter: tirannica moglie di York
- Barbara Hatter: la figlia maggiore
- Conrad Hatter: il figlio minore
- Jill Hatter: la figlia minore
- Martha Hatter: moglie di Conrad
- Jackie e Billy Hatter: figli di Conrad e Martha
- Louise Campion Hatter: figlia di Emily e figliastra di York. Cieca, sorda e muta
- Dottor Merriam: medico della famiglia Hatter
- Chester Bigelow: avvocato della famiglia Hatter
- John Gormly: socio di Conrad Hatter
- Capitano Trivett: vicino di casa, capitano di marina in ritiro, amico di York
- Edgar Perry: istitutore di Jackie e Billy Hatter
- Signora Arbuckle: cuoca di casa Hatter
- George Arbuckle: suo marito, autista di casa Hatter
- Signorina Smith: infermiera di Louise
- Virginia: cameriera

## Critica
I due autori, Dannay e Lee, giudicarono questo libro il migliore da essi mai scritto, a pari merito con Il paese del maleficio. Per l'atmosfera di incubo e tragedia che lo pervade, questo romanzo è stato spesso accostato a La fine dei Greene di S.S. Van Dine.

"La prima soluzione di Ellery Queen basata sulla matematica, ne La tragedia di Y, appare modellata sulle deduzioni analogamente matematiche del capitolo 9 di La strana morte del signor Benson di S.S. Van Dine."

"Il libro di Queen contiene un'originalità inquietante. È uno dei romanzi più surrealisti dell'età d'oro del giallo classico. Il suo surrealismo non sta tanto nei dettagli dei crimini stessi, ma nella lenta corrosione che il libro applica alle convenzioni del genere poliziesco. Francis M. Nevins ha fatto notare che buona parte di La tragedia di Y può essere letta come un'allegoria politica. Il libro dipinge un quadro estremamente negativo di quasi tutti gli aspetti della società, incluso il capitalismo, la scienza e, in definitiva, il romanzo giallo stesso. Siamo abituati a scrittori sia di destra che di sinistra che descrivono la sessualità promiscua e la famiglia come diametralmente opposti. La tragedia di Y è un caso unico in letteratura nella sua condanna di entrambe, dipingendo sia la sessualità che la famiglia in termini di assoluto orrore e disgusto."

## Edizioni
- Ellery Queen, La tragedia di Y, in Marco Polillo (a cura di), Delitti in cerca d'autore, Arnoldo Mondadori Editore, 1975.
- Ellery Queen, La tragedia di Y, in Tre lettere per tre delitti, collana Supergiallo - I grandi maestri n. 2, traduzione di Carmen Iarrera, Arnoldo Mondadori Editore, 2007, ISSN 1123-0797 (WC · ACNP).